# سالن رویال فستیوال
سالن رویال فستیوال (انگلیسی: Royal Festival Hall) یک سالن اجرای موسیقی دنس و فضای باز اجرا موسیقی در شهر لندن است.
این مجموعه که در سال ۱۹۴۸ شروع به ساخت شده در ۳ مه ۱۹۵۱ به بهره‌برداری رسیده و ظرفیت آن ۲۵۰۰ نفر می‌باشد.

## نگارخانه

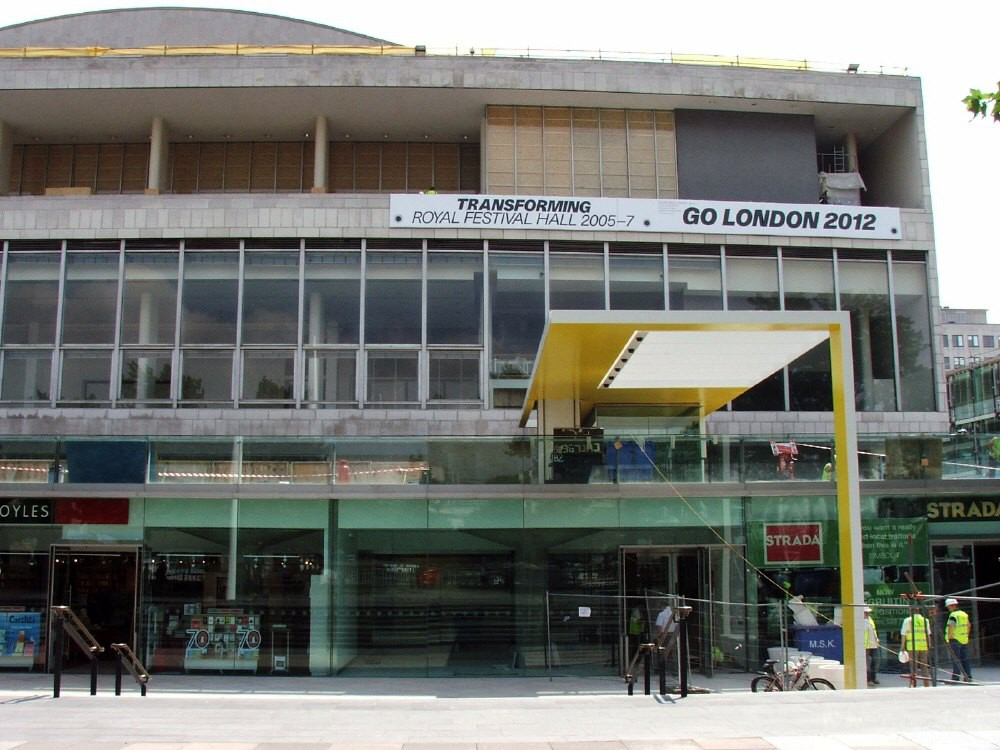
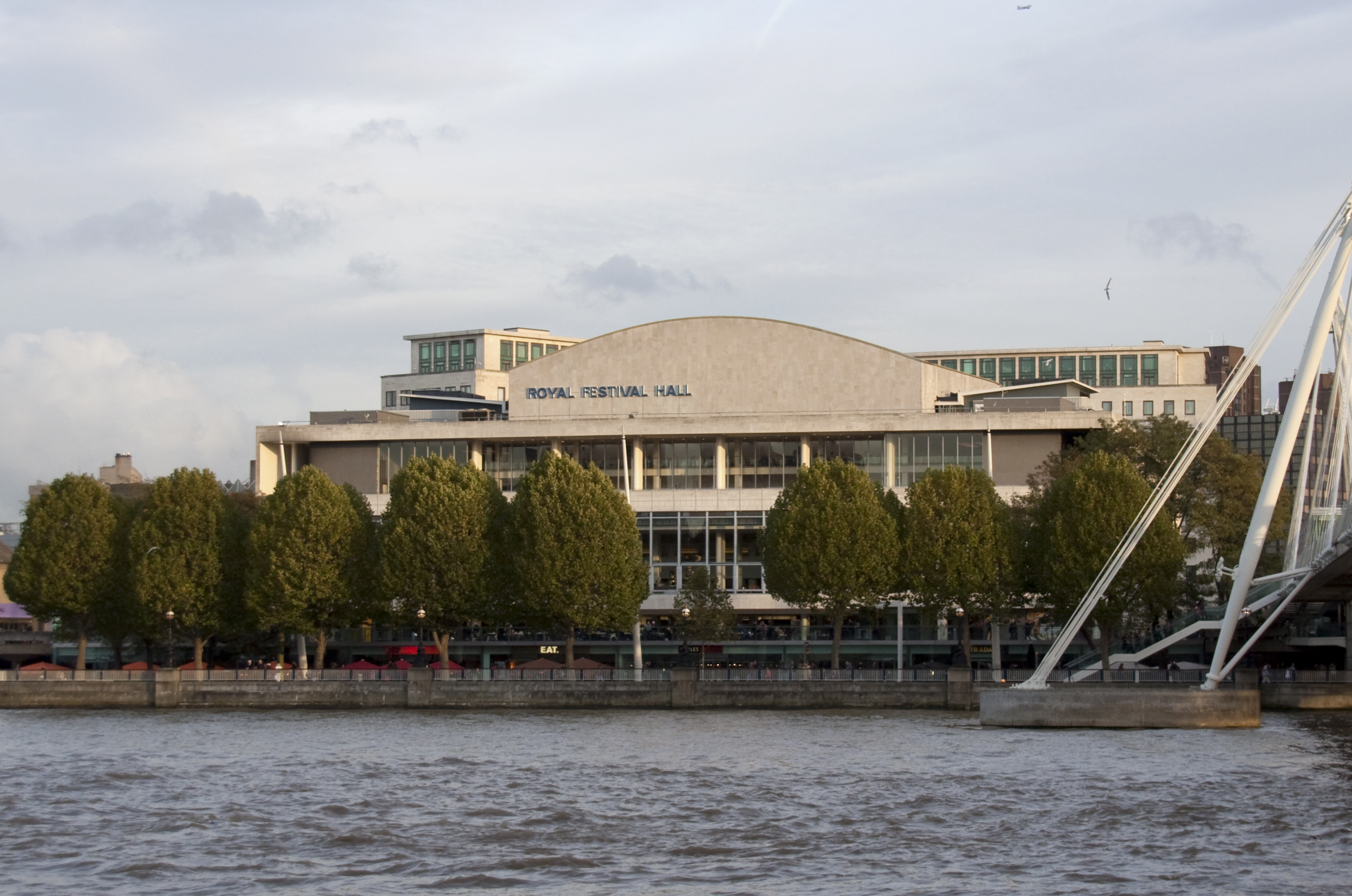
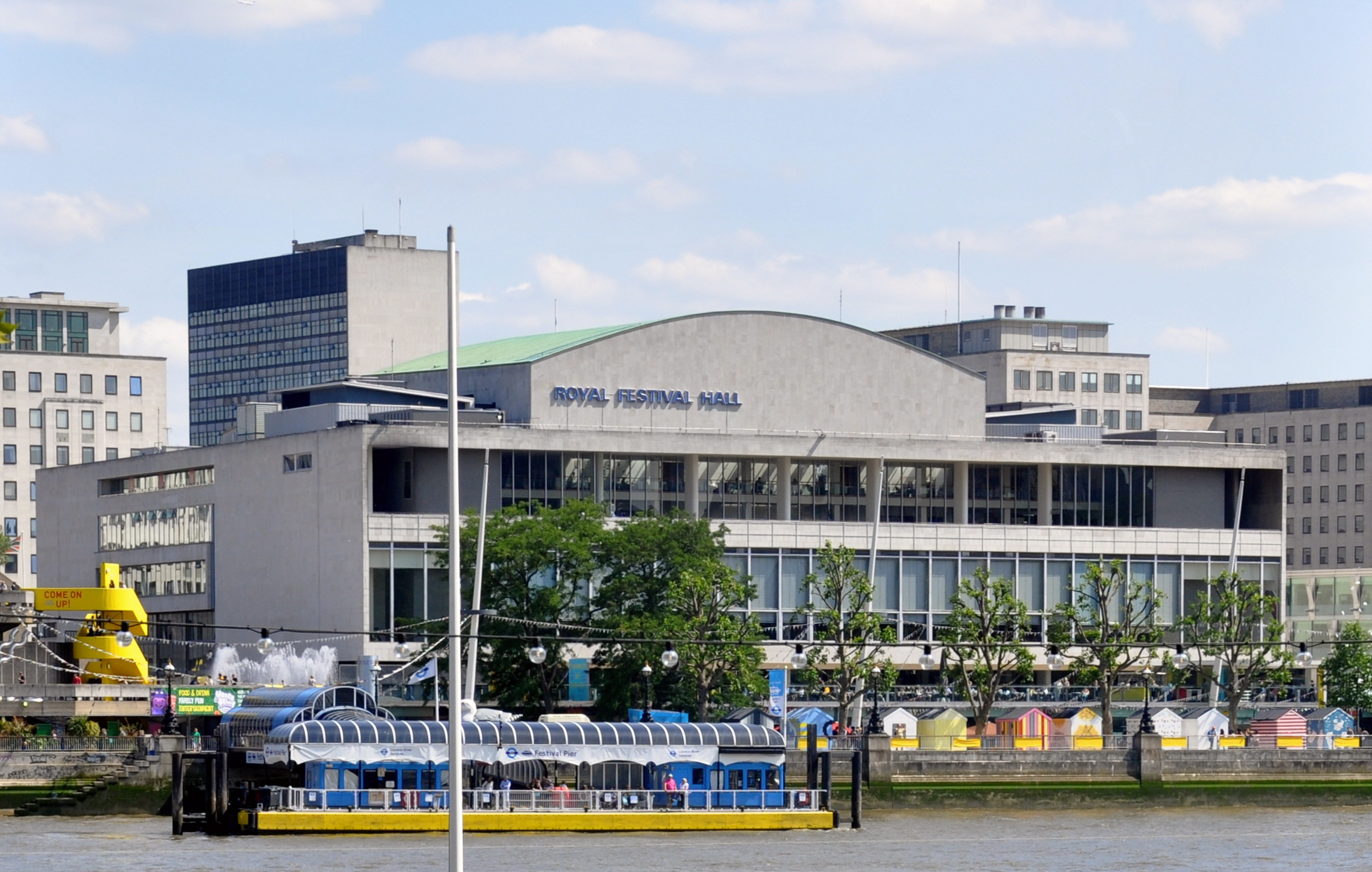
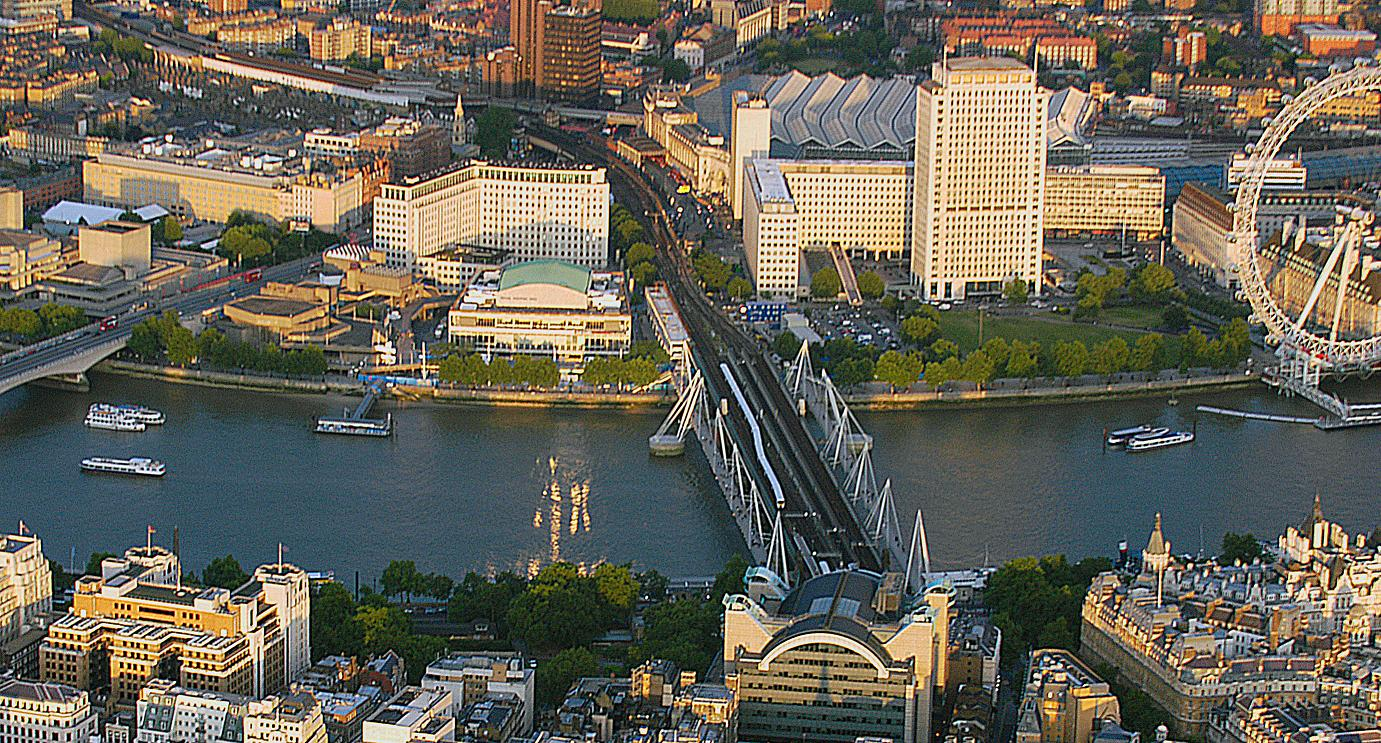
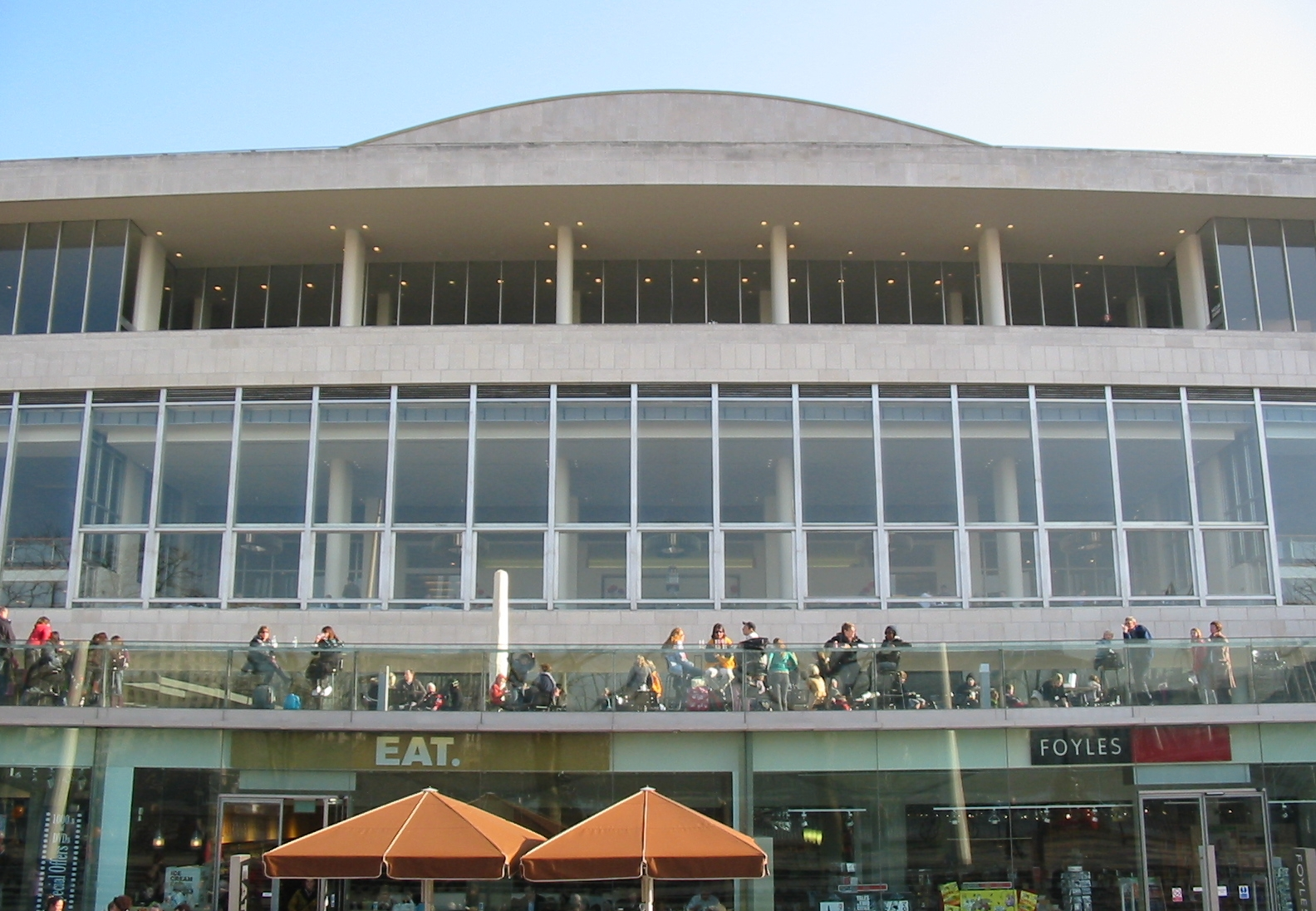
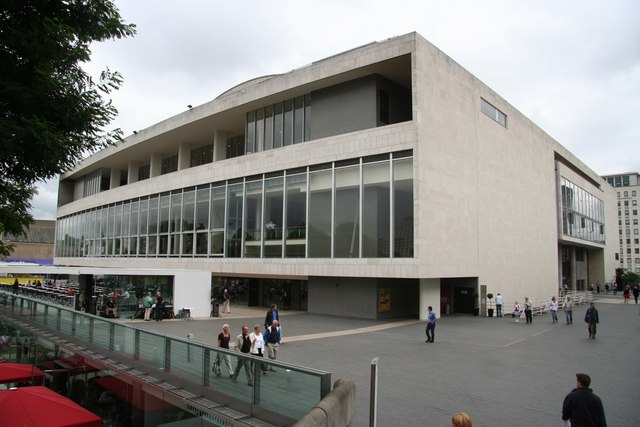
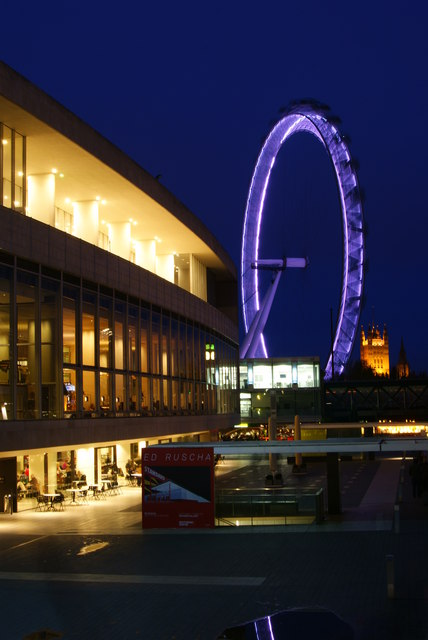
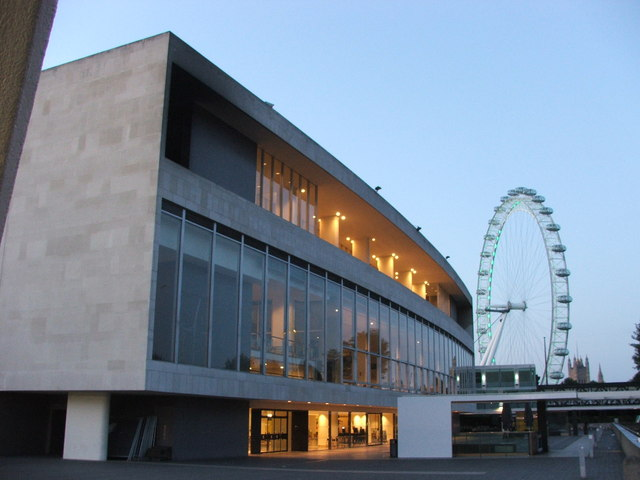
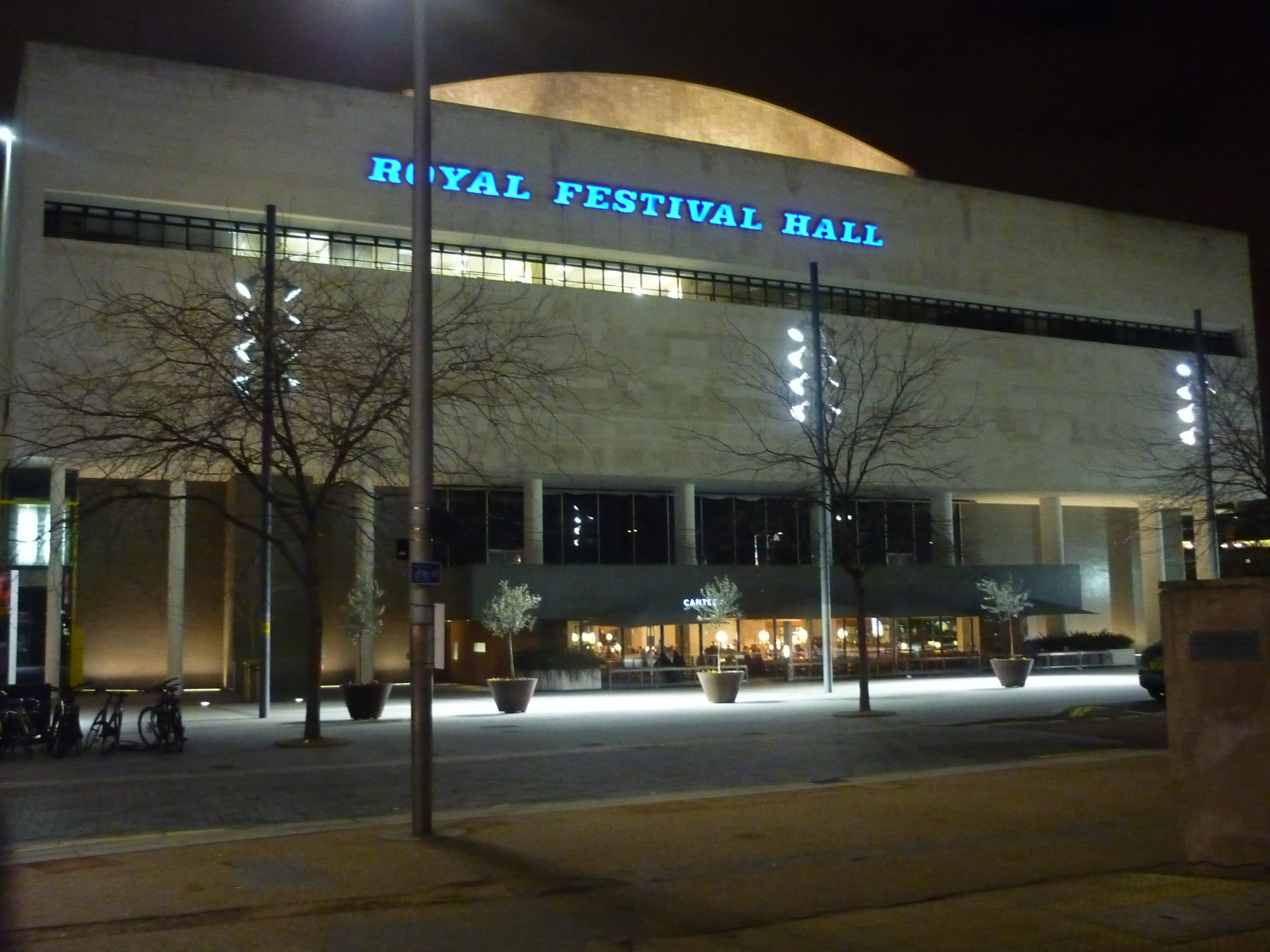
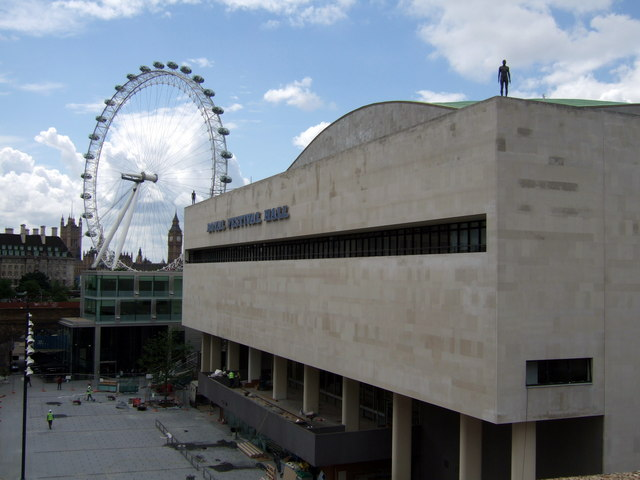
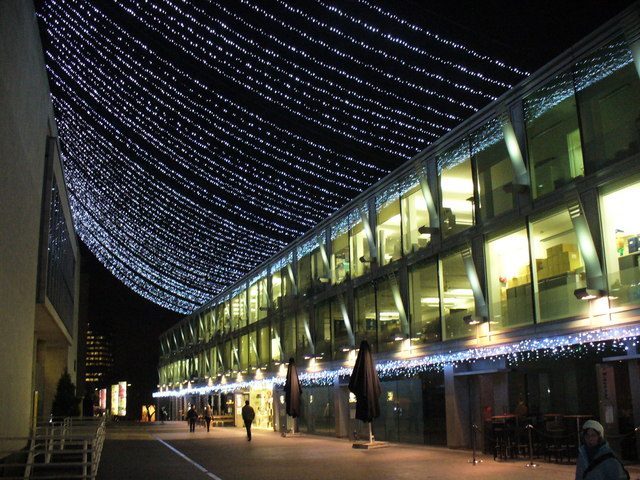
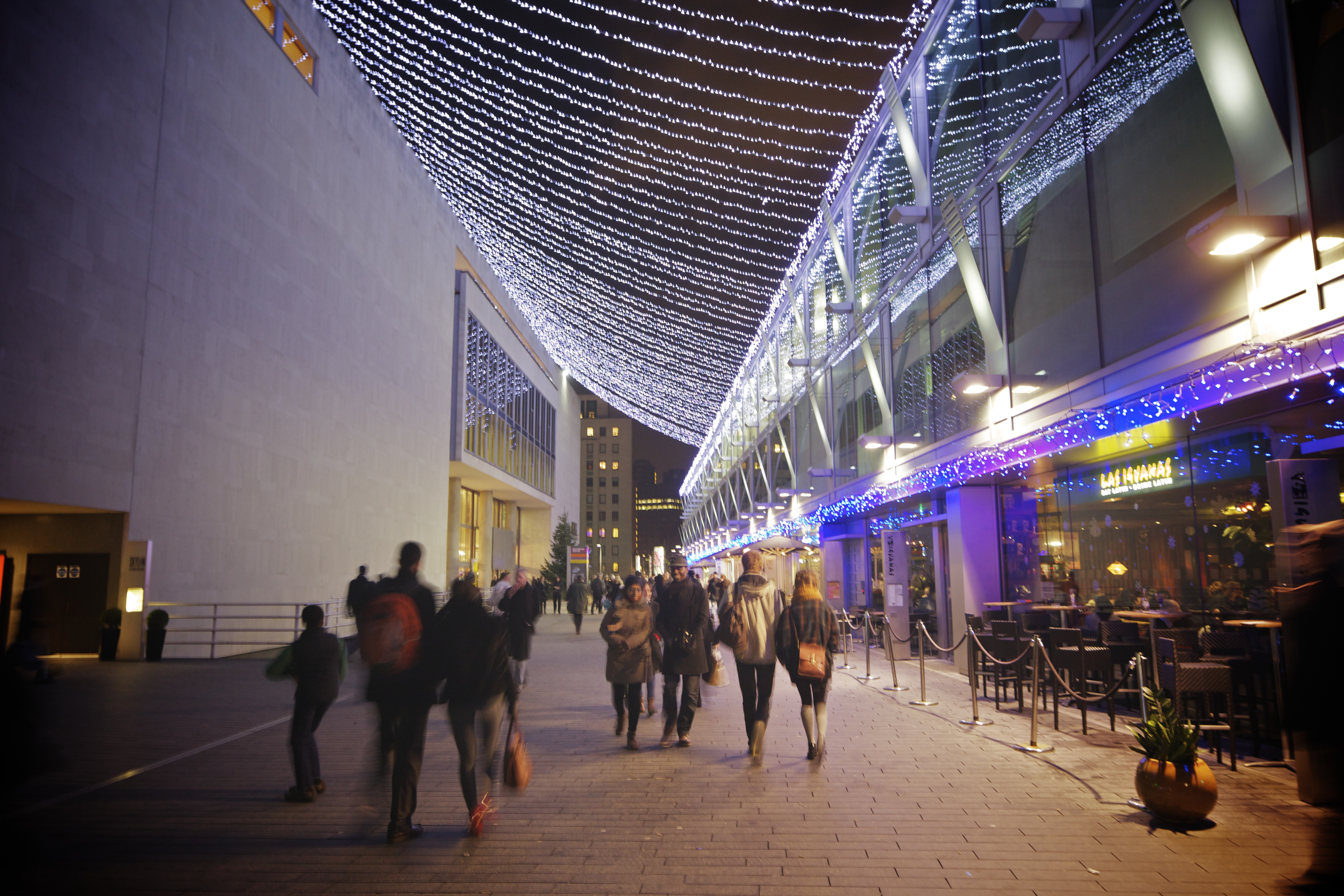
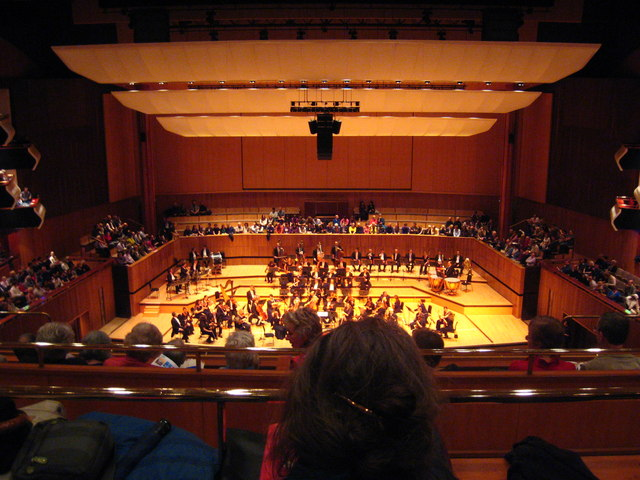
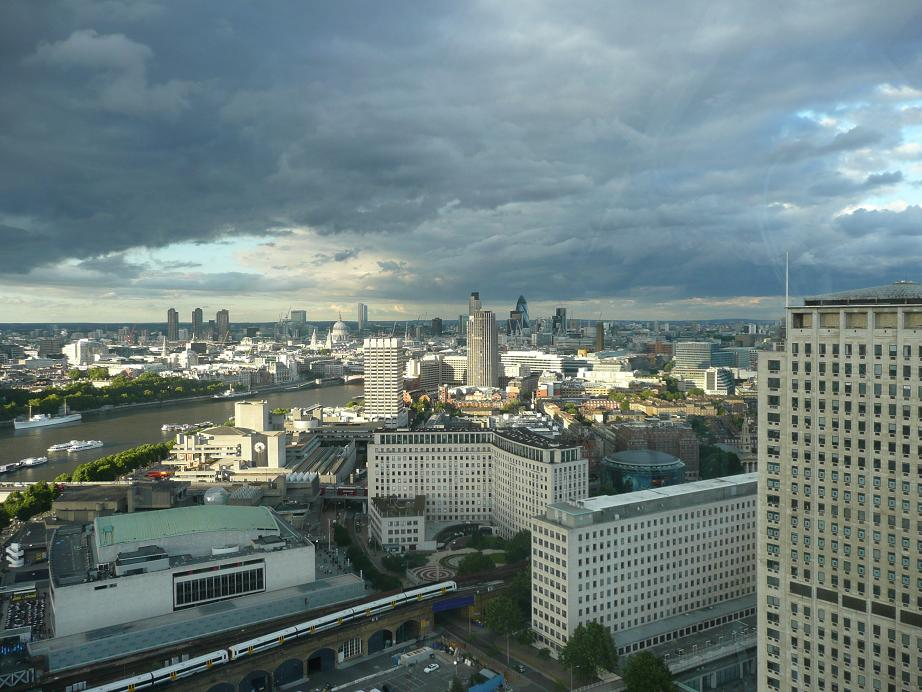
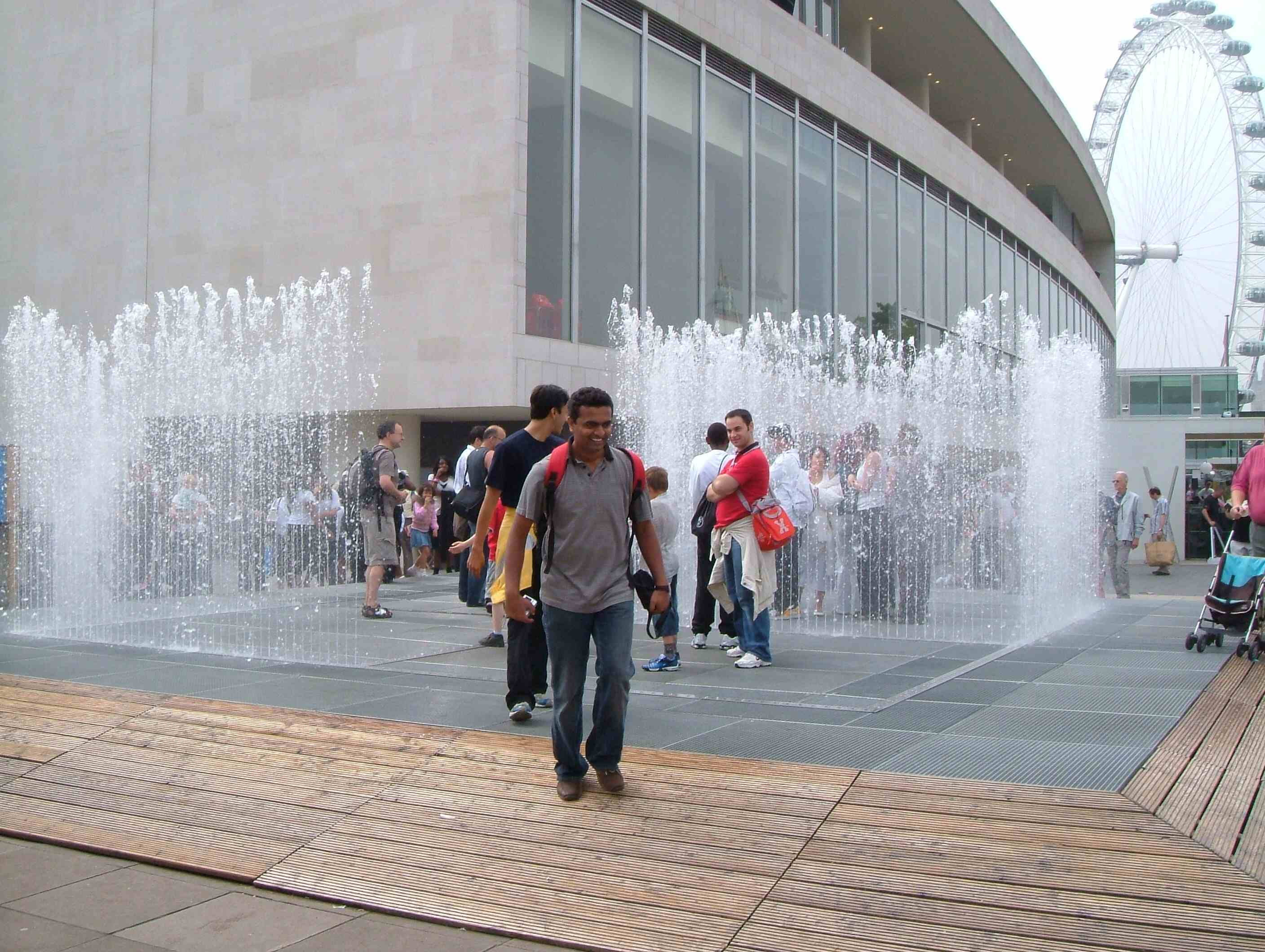